# Tirat Carmel
Tirat Carmel (tiếng Hebrew: טירת כרמל, tiếng Ả Rập: طيرة الكرمل) là một thành phố Israel. Thành phố thuộc quận Haifa. Thành phố có diện tích 5,601 km2, dân số năm 2009 là 18.600 người.